# 鬥雞之變
斗鸡之变，春秋时期公元前517年（周敬王三年、鲁昭公二十五年），鲁国国君鲁昭公和三桓发生冲突，导致的政变。
鲁国大夫郈昭伯和鲁国的执政季孙意如（季平子）斗鸡，郈昭伯给自己的鸡带上金属爪子，使得季平子在斗鸡中失败。季平子大怒，在郈昭伯领地扩张自己的住宅。郈昭伯于是怨恨季平子，怂恿国君鲁昭公讨伐季平子。臧孙氏的家主臧昭伯的堂弟臧会在家族内部挑拨离间，被发现后藏在季氏家中，臧昭伯因此拘禁季氏家人。季平子大怒，把臧氏家臣囚禁。季平子的叔叔季公若想要夺取季孙氏家主的地位，也让鲁昭公的儿子公为、公果、公贲三人劝说鲁昭公诛杀季平子。
鲁昭公长期不满季孙氏的专横，于是开始讨伐季平子。九月，鲁昭公攻打季平子，季平子被围困在高台上。郈昭伯请求孟孙何忌出兵讨伐季平子。孟孙何忌也讨厌季平子专横跋扈，但是此时却观望，按兵不动。叔孙氏家主叔孙婼正在外出阚地（今山东省梁山县、汶上县一带），叔孙氏家臣认为季孙氏失败会不利于叔孙氏，于是发兵支持季平子。孟孙何忌看见了叔孙的行动，于是杀死郈昭伯，也支持季平子。鲁昭公见大势已去，在臧赐、子家羁等大夫的陪同下逃往齐国，住在阳州（今山东省东平县西北）。叔孙婼得知后，对于自己家族驱赶国君非常痛心，祈祷自己早死，当年十月他就死去。
鲁国没有国君，三桓也没有另立新君长达七年。前517年冬，齐景公攻下鲁国的郓邑（今山东省郓城县东），次年，让鲁昭公居住在郓邑。鲁昭公和齐国、莒国、邾国、杞国会盟，谋求复位。前514年，鲁昭公去晋国求援，只是抵达乾侯（今河北省成安县东南）。前513年春，鲁昭公返回郓，后来又去晋国。十月，郓溃，郓地百姓不愿归属齐国，鲁国收复郓邑。鲁昭公只好留在乾侯。前510年十二月，鲁昭公在乾侯去世。前509年春，季平子立鲁昭公的弟弟鲁定公为君。